# Baboo Nimal
Baburao Narasappa Nimal, detto Baboo (Khadki, 15 marzo 1908 – 21 febbraio 1998), è stato un hockeista su prato indiano.

## Palmarès

### Olimpiadi
- Oro a Berlino 1936 nell'hockey su prato.